# 郭宝玉
郭 宝玉（かく ほうぎょく、? - 1222年）は、金朝末期からモンゴル帝国初期にかけて活躍した人物。字は玉臣。

## 概要

### モンゴルに仕えるまで
華州鄭県の人で、唐代に安史の乱鎮圧に活躍した郭子儀の末裔とされる。天文・兵法に通じ、騎射を得意としたという。当初は金朝に仕えて汾陽郡公兼「猛安」とされ、定州に駐屯していた。
1210年（庚午）、誕生したばかりのモンゴル帝国の脅威が広まっていた華北では、「揺々としてブグタグ至り、河南、閼氏を拝せん（揺揺罟罟、至河南、拝閼氏）」という俗謡が流行していた。郭宝玉は太白（金星）の異変を見て「モンゴル軍が南下して開封を降したならば、必ずや王朝は交代するだろうと｣と嘆じたという。1211年（辛未）、遂に南下を始めたモンゴル軍に対し、金朝は独吉思忠率いる宣徳行省軍を組織し北方に派遣した。しかし郭宝玉率いる部隊は烏沙堡の戦いにて大敗を喫し、郭宝玉は部隊を挙げてモンゴル軍に降ることになった。
郭宝玉を捕虜とした左翼万人隊長のムカリはその才能を見抜き、チンギス・カンに引見させた。チンギス・カンに謁見した郭宝玉は漢土平定の策略を進言し、これを受け容れたチンギス・カンによって5カ条の条例が制定されたという。
また、チンギス・カンが西蕃は天険の山城が多いと聞くがどう攻めるべきかと尋ねたとき、郭宝玉は「都市が天上にあるのならば取ることはできませんが、天上になければ、一度軍が至ればただちに奪取いたします」と答えたため、この言葉を壮としたチンギス・カンより「抄馬（Čaqmaq）都鎮撫」の称号を授けられた。1213年（癸酉）にはムカリ軍に属して永清・高州を平定し、北京・龍山を下した。その後チャクマク軍を率いて錦州より燕南に出て、太原・平陽の諸州県を破った。

### 征西への従軍
これによりモンゴル軍に属するようになった郭宝玉は、以後主に西方への遠征に起用されるようになった。1214年（甲戌）には西遼を簒奪したナイマンのクチュルク討伐軍に属し、首都フスオルド攻めに加わった。この時に戦闘で傷を負った郭宝玉は、牛の腹を割きその中に負傷ヶ所を入れるというモンゴル人独自の治療法を受けたことが記録されている。
傷が癒えた後はホラズム遠征にも従軍し、ビシュバリク城を経てシル河河畔に至った。シル河はホラズム軍との間に熾烈な戦闘が行われたが、郭宝玉の奮戦によって遂にこれを撃退した。敵軍を追ってサマルカンドに至ると、アム河では河中の敵舟に火矢を射かけ、水軍の敗走に乗じて河岸に布陣する5万の大軍も撃破した。
1221年（辛巳）、モンゴル軍はインドに至った。深さ2丈にも至る大雪山に入った時、郭宝玉は山川の神々を封じたという。

### 晩年
1222年（壬午）3月には山川の神々を祀って崑崙山を玄極王に、大塩池を恵済王とした その後も遼東地方への出兵に加わり、功により断事官（ジャルグチ）とされたが、最後には寧夏の賀蘭山にて死去した。息子には郭徳海と郭徳山がおり、郭徳山は万戸として金朝の陝州・潼関攻めに活躍したことで知られている。